# Ward 21
Ward 21 ist eine jamaikanische Dancehall-Formation, welche heute zu den weltweit erfolgreichsten Künstlern des Genres zählt und nach der Psychiatrieabteilung des Universitätshospitals Kingstons, dem „Ward 21“ benannt ist.
Die 1998 in Waterhouse, einem Stadtteil von Kingston, entstandene Gruppe zählte ursprünglich vier Mitglieder, die von dem Musikproduzenten King Jammy zusammengebracht wurden.

## Mitglieder

### Andre „Suku“ Gray
Andre Gray, bekannt als Suku, lernte King Jammys über „Mean Dawg“ und Jammys Sohn Christopher James kennen. Davor spielte er im Road Sonic Sound System, doch sein Talent übertraf Road Sonic bald und brachte ihn 1995 zu King Jammys, wo er erst im Aufnahmeschnittstudio, später als Assistenz-Engineer und ab 1998 als Senior-Engineer tätig war. Im gleichen Jahr entstand dann auch der erste Riddim von Ward 21, Badda Badda. Suku ist mittlerweile 7-facher Vater und erfolgreicher Produzent der Riddims Trilogy, Scarface, I-Rob, The Rock und Trifecta, wie auch einiger Titel für Sean Paul. Sein eigenes Label heißt „Mizik Music“.

### Kunley „Kunz“ McCarthy
Kunley „Kunz“ McCarthy arbeitete unter anderem bei Road Sonic, als Mitglied der Fab Five Road Crue und als Buchhalter, bevor er ein Mitglied von Ward 21 wurde. Auch er lernte King Jammys über Suku kennen und spielte ebenfalls bei The Mighty King Jammys Super Power, bevor im Studio als Techniklehrling arbeitete. Bald gab er Ratschläge, machte Vorschläge zur Verbesserung von Songs, bis er schließlich mit Ward 21 seine erste Debüt-Single Haters (Badda Badda Riddim) herausbrachte. Kunleys Besonderheit ist seine schnelle Sprechgesangsweise im Bariton. Vor allem als Songwriter ist er erfolgreich und komponierte beispielsweise Rhyme, Garrison, Hey Gal oder Full Up the Party feat. Wayne Marshall. Kunley hat ebenfalls sein eigenes Label „Wiletunes“.

### Mark „Mean Dawg“ Henry
Mark Mean Dawg Henry, das älteste Mitglied der Gruppe, wuchs in Waterhouse auf, in der Straße King Jammys legendärer Dancehall Studios. Seine erste Stelle in der Musikindustrie bekam er bei Bug Striker Sound System. Bald erfuhr King Jammys von seinem Talent und bot ihm einen Job als DJ im Team seines Sound Systems The Mighty King Jammys Super Power an, über welches später alle vier Mitglieder zusammenfanden, um schließlich Ward 21 zu gründen. Davor wurde Mean Dawg außerdem noch Tonmeister und Assistenztechniker für Bounty Killer. 2005 gründete er sein eigenes Label Looney Bin.

### Ranaldo „Rumblood“ Evans (bis 2008)
Das jüngste Mitglied, Ranaldo Rumblood Evans, begann als Mitglied der „Young Peoples Performing Arts Group“, und später als Amateur-DJ bei Street Fighter, dem Label eines Freundes, während er noch die High School besuchte. Über Suku, der in dieser Zeit als DJ dort arbeitete, gelangte er zu Jammys Studios und bekam eine Stelle im Aufnahmeschnittstudio. Abgesehen von seinem eingebrachten Talent profitierte Ward 21 von Ranaldos junger, humorvoller Persönlichkeit, die das Image der Gruppe stärkte. Im Jahr 2008 verließ er die Gruppe.

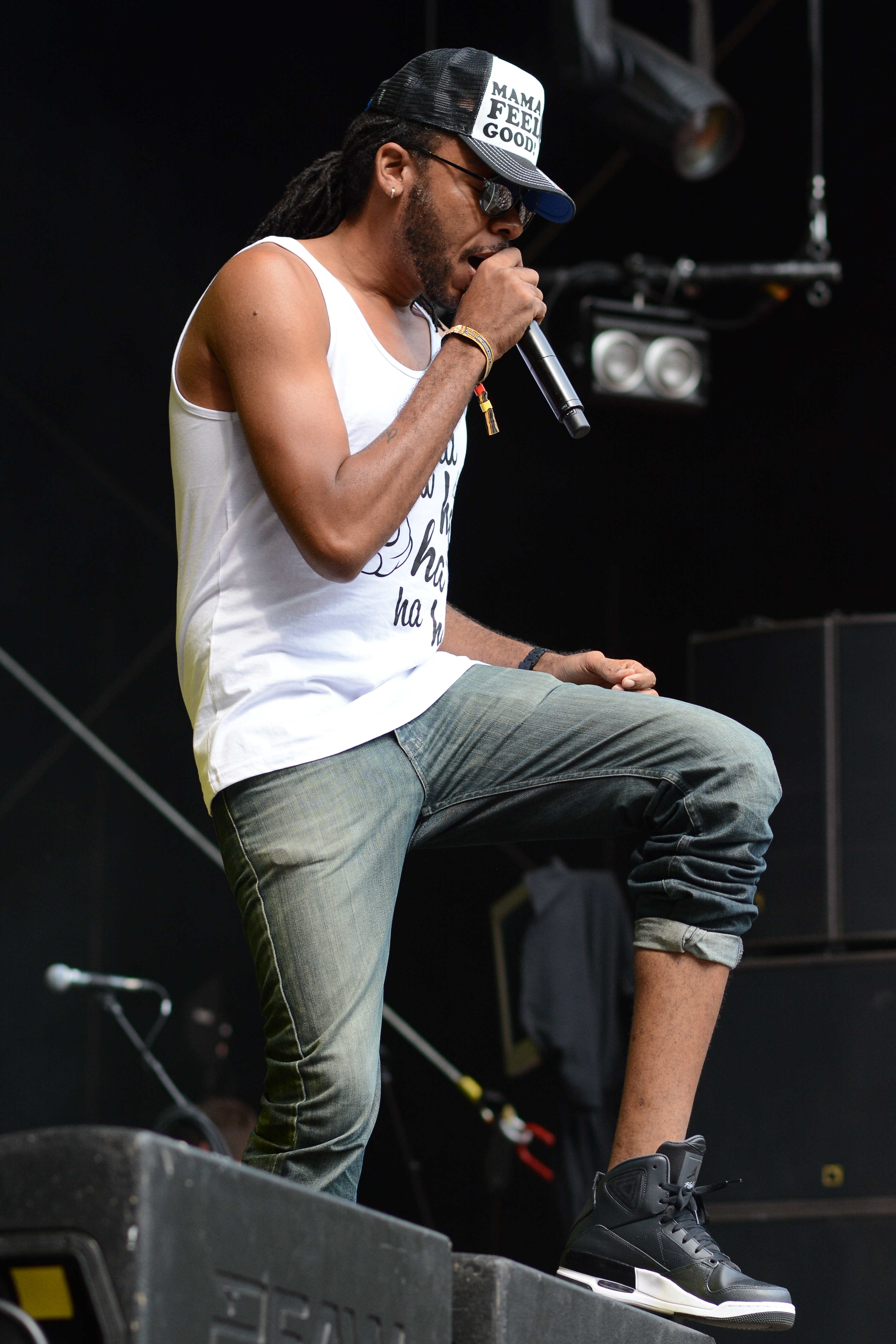
Andre „Suku“ Gray
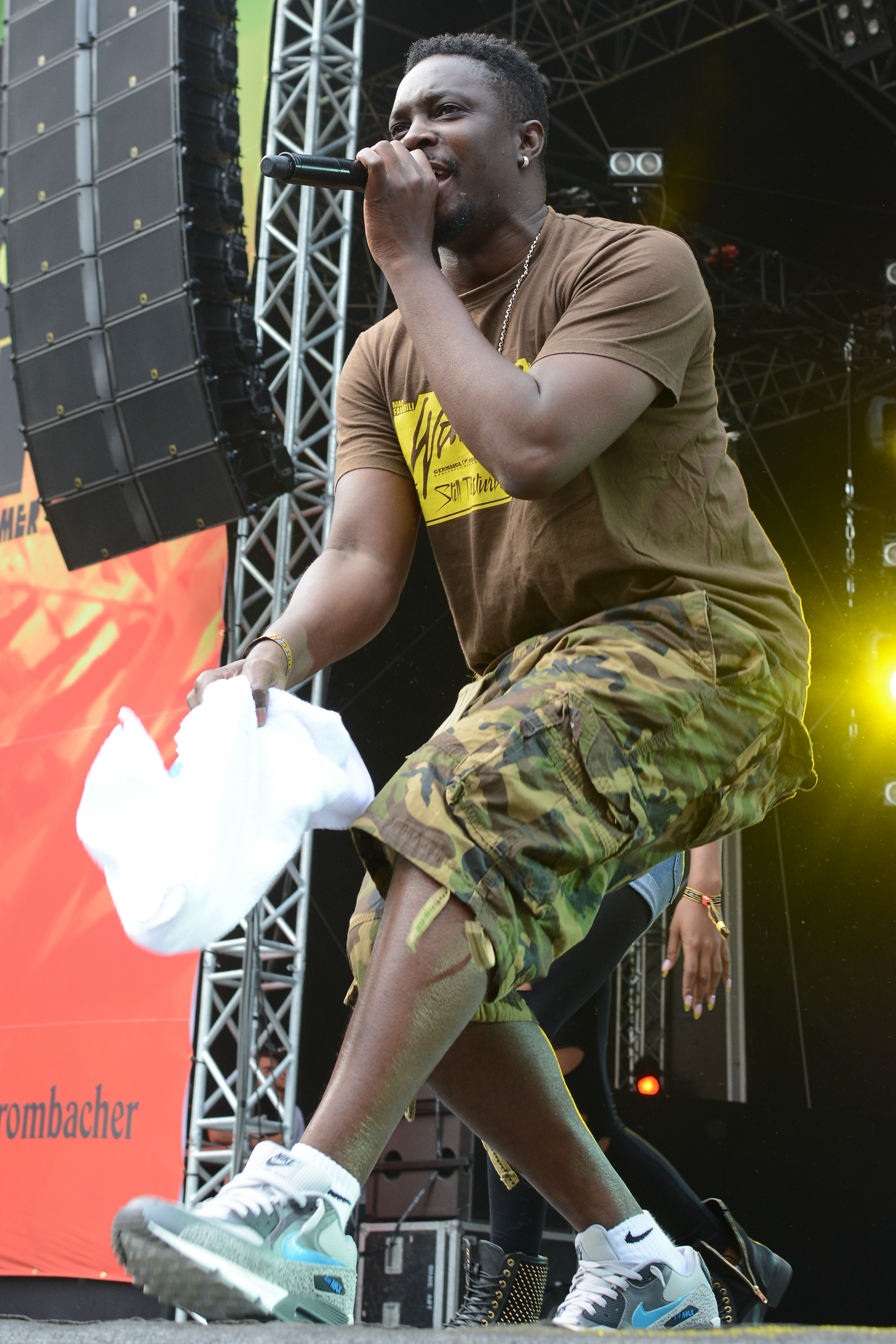
Kunley „Kunz“ McCarthy
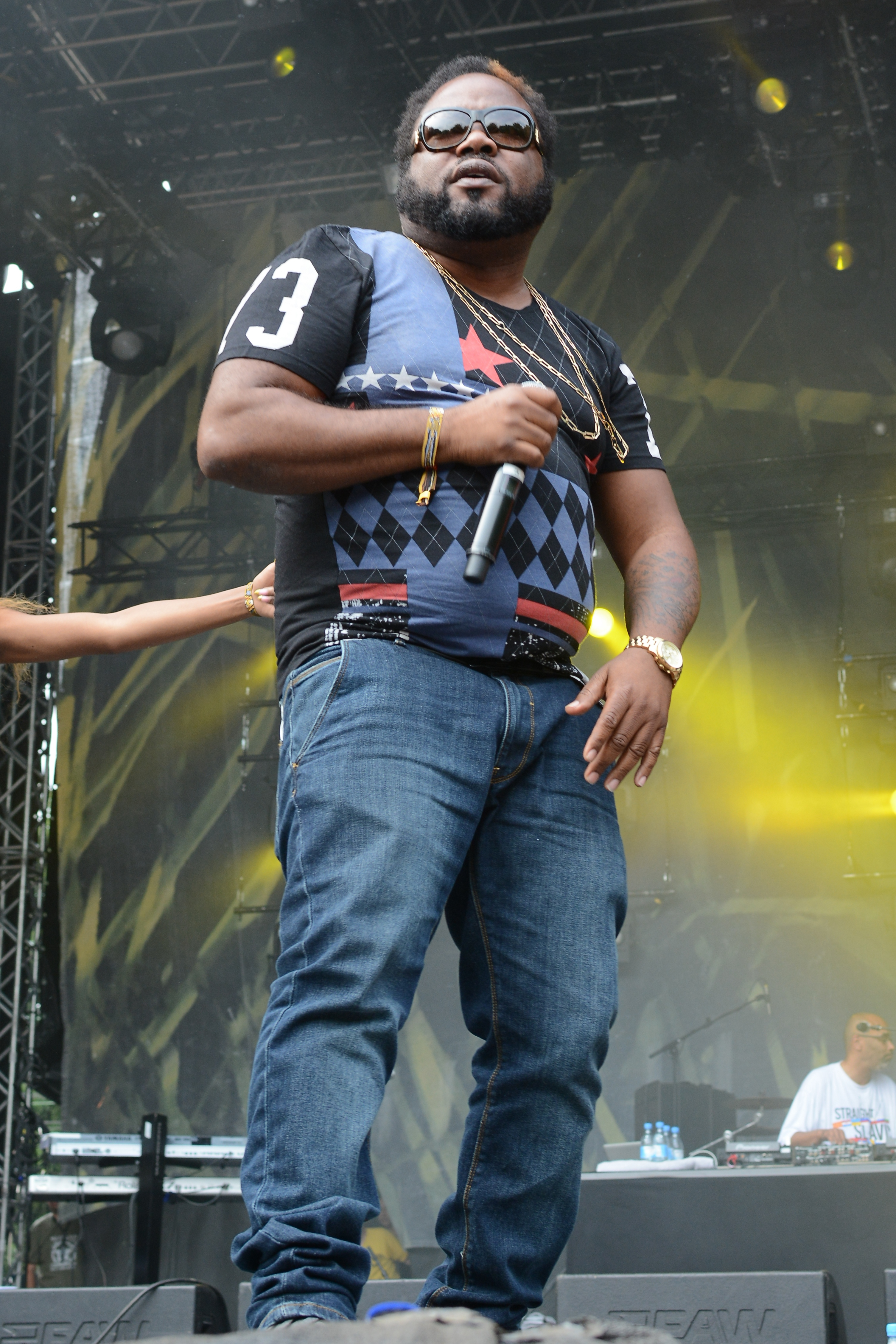
Mark „Mean Dawg“ Henry

## Diskografie
Alben
- 2001: Mentally Disturbed
- 2003: U Know How We Roll
- 2006: King of the World
- 2008: Dem Gal Sittin
- 2009: Genesis
- 2014: Still Disturbed
- 2016: Power Surge

Singles
- 2013: Mashup The Dance (Major Lazer featuring the Partysquad and Ward 21)
- 2014: Mic Magician featuring Marcy Chin & DeeWunn
- 2014: Spot the J

## Tourneen
Nach Tourneen um die ganze Welt, hat Ward 21 heute eine sehr internationale Fangemeinschaft und tritt auch regelmäßig bei europäischen Reggae/Dancehall-Events auf. Bei ihren zahlreichen Auftritten spielten sie unter anderem auch mit Shaggy, Black Uhuru, Yellowman und Gentleman.
Neben Konzerten in unter anderem den USA, der Karibik oder Japan ist Ward 21 auch sehr oft in Europa auf Tour. Im Rahmen der Veröffentlichung ihres aktuellen Studioalbums Still Disturbed spielten sie drei Tourneen mit ca. 60 Konzerten in ganz Europa. Im April 2015 waren sie der erste jamaikanische Dancehall-Act überhaupt, der in Chile und Argentinien gastierte.